# Сансет Ејкерс (Тексас)
Сансет Ејкерс (енгл. Sunset Acres) насељено је место без административног статуса у америчкој савезној држави Тексас.

## Демографија
По попису из 2010. године број становника је 23.
| Група             | 2000.    | 2010.      |
| Белци             | 0 (0,0%) | 3 (13,0%)  |
| Афроамериканци    | 0 (0,0%) | 0 (0,0%)   |
| Азијати           | 0 (0,0%) | 0 (0,0%)   |
| Хиспаноамериканци | 0 (0,0%) | 20 (87,0%) |
| Укупно            | 0        | 23         |